# آدمک (فیلم ۱۳۸۰)
آدمک فیلمی ایرانی به کارگردانی و نویسندگی حمیدرضا هوشمند محصول سال ۱۳۸۰ است.

## بازیگران
- محمدعلی شمس
- پگاه عسگری
- داریوش مؤدبیان
- ابوالفضل توکلی